# Karabük (Provinz)
Karabük  ist eine Provinz der Türkei. Ihre Hauptstadt ist das gleichnamige Karabük.

## Geographie
Die Provinz hat nahezu eine Viertelmillion Einwohner (Stand Ende 2020) auf einer Fläche von 4142 km². Sie grenzt an die Provinzen Bolu im Südwesten,  Kastamonu im Osten, Bartın im Norden, Çankırı im Südosten und Zonguldak im Nordwesten.
Statistisch gesehen gehört die Provinz zusammen mit neun anderen Provinzen zur westlichen Schwarzmeerregion (TR8, Bati Karadeniz). Sie nimmt im Ranking nur hintere Plätze ein:
- Bevölkerung: Platz 8 (5,60 % der Region)
- Fläche: Platz 7 (5,25 %)
- Bevölkerungsdichte: Platz 6 – der Regionsschnitt liegt bei 62,7 Einw. je km²

Die Provinz Karabük wurde am 6. Juni 1995 (durch das Gesetz Nr. 550) aus zwei Landkreisen (Ovacık mit 43 Dörfern und Eskipazar mit 50 Dörfern) der Provinz Çankırı sowie vier Landkreisen (Eflani 55, Karabük 41, Safranbolu 60 und Yenice mit 29 Dörfern) der Provinz Zonguldak als 78. Provinz der Türkei gebildet.
Das Relief der Provinz ist hügelig. Größere Ebenen existieren nicht. Die Täler sind eng. Die wichtigsten Wasserläufe heißen Filyos, Araç, Soğanlı und Eskipazar. Die höchsten Erhebungen heißen Keltepe (2000 m), Hodulca Dağı (1700 m), Tepe Dağ (1043 m), Kıraç Tepesi (1400 m), Sarıçiçek Tepesi (1750 m) und Keçikıran Tepesi (1400 m).

## Verwaltungsgliederung
Die Provinz gliedert sich seit ihrer Gründung 1995 unverändert in diese sechs Landkreise (İlçe)
| Kreis- code 1      | Landkreis          | Fläche 2 (km²) | Bevölkerung (2020) 3 | Bevölkerung (2020) 3       | Anzahl der Einheiten   | Anzahl der Einheiten  | Anzahl der Einheiten | Dichte (Ew./km²) | städt. Anteil (in %) | Sex Ratio 4 | Grün- dungs- da- tum 5, 6 |
| Kreis- code 1      | Landkreis          | Fläche 2 (km²) | Landkreis (İlçe)     | Verwal- tungssitz (Merkez) | Gemein- den (Belediye) | Stadt- viertel (Mah.) | Dörfer (Köy)         | Dichte (Ew./km²) | städt. Anteil (in %) | Sex Ratio 4 | Grün- dungs- da- tum 5, 6 |
| ------------------ | ------------------ | -------------- | -------------------- | -------------------------- | ---------------------- | --------------------- | -------------------- | ---------------- | -------------------- | ----------- | ------------------------- |
| 1296               | Eflani             | 674            | 8.576                | 2.110                      | 1                      | 6                     | 54                   | 12,7             | 24,60                | 1030        | 1953                      |
| 1321               | Eskipazar          | 754            | 12.586               | 6.419                      | 1                      | 7                     | 50                   | 16,7             | 51,00                | 935         | 1946                      |
| 1433               | Karabük Merkez     | 790            | 131.186              | 119.226                    | 1                      | 28                    | 37                   | 166,1            | 90,88                | 1022        | 1995                      |
| 1561               | Ovacık             | 398            | 3.905                | 569                        | 1                      | 1                     | 42                   | 9,8              | 14,57                | 914         | 1959                      |
| 1587               | Safranbolu         | 750            | 67.245               | 51.904                     | 1                      | 21                    | 60                   | 89,7             | 77,19                | 940         |                           |
| 1856               | Yenice             | 777            | 20.116               | 9.306                      | 2                      | 17                    | 34                   | 25,9             | 55,20                | 999         | 1987                      |
| PROVINZ 78 Karabük | PROVINZ 78 Karabük | 4.142          | 243.614              |                            | 7                      | 80                    | 277                  | 58,8             | 78,54                | 987         | 1995                      |

## Bevölkerung
Zum Zensus 2011 betrug das Durchschnittsalter in der Provinz 35,1 Jahre (Landesdurchschnitt: 29,6), wobei die weibliche Bevölkerung durchschnittlich 3,0 Jahre älter als die männliche war (36,6 — 33,6).

### Ergebnisse der Bevölkerungsfortschreibung
Nachfolgende Tabelle zeigt die jährliche Bevölkerungsentwicklung am Jahresende nach der Fortschreibung durch das 2007 eingeführte adressierbare Einwohnerregister (ADNKS). Außerdem sind die Bevölkerungswachstumsrate und das Geschlechterverhältnis (Sex Ratio d. h. Anzahl der Frauen pro 1000 Männer) aufgeführt.

Der Zensus von 2011 ermittelte 219.728 Einwohner, das sind über 5000 Einwohner weniger als beim Zensus 2000.

| Jahr  | Bevölkerung am Jahresende | Bevölkerung am Jahresende | Bevölkerung am Jahresende | Wachstums- rate der Be- völkerung (in %) | Geschlechter verhältnis (Frauen auf 1000 Männer) | Rang (unter den 81 Provinzen) |
| Jahr  | gesamt                    | männlich                  | weiblich                  | Wachstums- rate der Be- völkerung (in %) | Geschlechter verhältnis (Frauen auf 1000 Männer) | Rang (unter den 81 Provinzen) |
| ----- | ------------------------- | ------------------------- | ------------------------- | ---------------------------------------- | ------------------------------------------------ | ----------------------------- |
| 2020  | 243.614                   | 121.875                   | 121.739                   | −1,95                                    | 999                                              | 68                            |
| 2019  | 248.458                   | 124.291                   | 124.167                   | 0,18                                     | 999                                              | 68                            |
| 2018  | 248.014                   | 124.596                   | 123.418                   | 1,46                                     | 991                                              | 68                            |
| 2017  | 244.453                   | 122.999                   | 121.454                   | 0,87                                     | 987                                              | 68                            |
| 2016  | 242.347                   | 122.106                   | 120.241                   | 2,27                                     | 985                                              | 67                            |
| 2015  | 236.978                   | 119.332                   | 117.646                   | 2,44                                     | 986                                              | 67                            |
| 2014  | 231.333                   | 117.450                   | 113.883                   | 0,47                                     | 970                                              | 67                            |
| 2013  | 230.251                   | 117.075                   | 113.176                   | 2,27                                     | 967                                              | 67                            |
| 2012  | 225.145                   | 113.852                   | 111.293                   | 2,47                                     | 978                                              | 67                            |
| 2011  | 219.728                   | 110.575                   | 109.153                   | −3,46                                    | 987                                              | 68                            |
| 2010  | 227.610                   | 118.200                   | 109.410                   | 4,14                                     | 926                                              | 67                            |
| 2009  | 218.564                   | 109.389                   | 109.175                   | 1,07                                     | 998                                              | 68                            |
| 2008  | 216.248                   | 106.808                   | 109.440                   | −1,01                                    | 1025                                             | 68                            |
| 2007  | 218.463                   | 109.429                   | 109.034                   | —                                        | 996                                              | 68                            |
| 20001 | 225.102                   | 111.340                   | 113.762                   |                                          | 1022                                             | 71                            |

1 Census 2000

### Bevölkerungszahlen der Landkreise
Die Werte von 2000 basieren auf der Volkszählung, die restlichen (2007–2018) sind Bevölkerungsangaben am Jahresende, ermittelt durch die Fortschreibung im 2007 eingeführten Einwohnerregister (ADNKS)
| Landkreis       | 2000    | 2007    | 2008    | 2009    | 2010    | 2011    | 2012    | 2013    | 2014    | 2015    | 2016    | 2017    | 2018    | 2019    | 2020    |
| --------------- | ------- | ------- | ------- | ------- | ------- | ------- | ------- | ------- | ------- | ------- | ------- | ------- | ------- | ------- | ------- |
| Eflani          | 12.270  | 9.592   | 10.187  | 9.673   | 9.440   | 9.246   | 9.108   | 9.333   | 8.918   | 8.499   | 8.307   | 8.085   | 9.088   | 8.823   | 8.576   |
| Eskipazar       | 16.365  | 13.217  | 13.011  | 12.583  | 12.556  | 12.527  | 12.519  | 12.717  | 12.544  | 12.493  | 12.441  | 12.144  | 13.185  | 12.996  | 12.586  |
| Merkez          | 116.804 | 119.084 | 116.671 | 118.713 | 119.303 | 119.328 | 123.616 | 124.711 | 127.658 | 132.658 | 134.406 | 135.737 | 131.989 | 133.615 | 131.186 |
| Ovacık          | 5.455   | 3.407   | 3.821   | 3.498   | 3.321   | 3.270   | 3.193   | 3.446   | 3.168   | 3.107   | 3.042   | 3.080   | 5.085   | 4.274   | 3.905   |
| Safranbolu      | 47.257  | 49.821  | 48.814  | 51.088  | 60.358  | 53.201  | 55.170  | 58.373  | 58.295  | 59.800  | 63.965  | 65.350  | 67.042  | 68.440  | 67.245  |
| Yenice          | 26.951  | 23.342  | 23.744  | 23.009  | 22.632  | 22.156  | 21.539  | 21.671  | 20.750  | 20.421  | 20.186  | 20.057  | 21.625  | 20.310  | 20.116  |
| Summe Provinz00 | 225.102 | 218.463 | 216.248 | 218.564 | 227.610 | 219.728 | 225.145 | 230.251 | 231.333 | 236.978 | 242.347 | 244.453 | 248.014 | 248.458 | 243.614 |